# Riba de Ave
Riba d' Ave is een plaats (freguesia) in de Portugese gemeente Vila Nova de Famalicão en telt 3396 inwoners (2001).